# Franz Schalk
Franz Schalk (ur. 27 maja 1863 w Wiedniu, zm. 3 sierpnia 1931 w Edlach, w Dolnej Austrii) – austriacki dyrygent i pedagog; dyrektor Opery Wiedeńskiej; młodszy brat Josefa Schalka.

## Życiorys
W latach 1875–1881 studiował w Konserwatorium Wiedeńskim grę na skrzypcach u Josefa Hellmesbergera, grę fortepianową u Juliusa Epsteina i teorię muzyki u Antona Brucknera. Był dyrygentem w Reichenbergu (1888–1890), Grazu (1890–1895) i Pradze (1895–1898). Dyrygował gościnnie w londyńskim Covent Garden w latach 1898, 1907 oraz w 1911, kiedy to Pierścień Nibelunga Richarda Wagnera pod jego dyrekcją odniósł ogromny sukces. W sezonie 1898/1899 był dyrektorem nowojorskiej Metropolitan Opera, a następnie kapelmistrzem Königlische Kapelle Opery Berlińskiej.
W latach 1904–1921 prowadził koncerty w Gesellschaft der Musikfreunde. Organizował wystawianie pod swoją dyrekcją oper Mozarta w cesarskim Hofburgu. Był współzałożycielem Festiwalu w Salzburgu. W latach 1909–1919 prowadził klasę dyrygentury w Konserwatorium Wiedeńskim.

### Opera Wiedeńska
Od 1900 był związany z Operą Wiedeńską, początkowo jako pierwszy dyrygent. W 1918 został mianowany dyrektorem Opery, do 1924 dzieląc to stanowisko z Richardem Straussem, a następnie do 1929 sprawując je samodzielnie jako dyrektor generalny. Pod jego kierownictwem Opera Wiedeńska przeżywała okres rozkwitu i osiągnęła wysoki poziom artystyczny, m.in. dzięki przywróceniu na stanowisko głównego scenografa Alfreda Rollera, autora słynnych inscenizacji z okresu dyrekcji Gustava Mahlera w latach 1897–1907.
Schalk dyrygował wieloma prapremierami, m.in. Ariadny na Naksos (1916) i Kobiety bez cienia (1919) Richarda Straussa, a także prawykonaniem fragmentów X Symfonii Gustava Mahlera w opracowaniu Ernsta Křenka (1924). W 1931 wystąpił w Operze Wiedeńskiej po raz ostatni dyrygując operą Tristan i Izolda Richarda Wagnera.

### Popularyzacja twórczości Brucknera
Franz Schalk i jego starszy brat Josef byli jednymi z pierwszych propagatorów i wykonawców twórczości Antona Brucknera. Obaj też współpracowali z kompozytorem przy rewizji jego utworów oraz przygotowaniu ich pierwszych publikacji i prawykonań. Mieli swój wkład zwłaszcza w pierwsze wydania symfonii III (1890), IV (wspólnie z Ferdinandem Löwe, 1890) V (1896) i VIII (1892). Zdarzało się jednak, że wprowadzali oni zmiany nie zawsze zgodne z intencją kompozytora i przez niego zaakceptowane. Było to możliwe, ponieważ do lat 80. XIX wieku symfonie Brucknera w większości nie były wykonywane i publikowane. Bruckner nigdy nie usłyszał V symfonii (z wyjątkiem aranżacji na dwa fortepiany), a pierwsze wersje symfonii III, IV i VIII miały prawykonania dopiero po jego śmierci. Jednak z perspektywy czasu, wkład obu braci w popularyzację twórczości Brucknera jest nie do przecenienia. Franz był znakomitym interpretatorem jego utworów, a Josef autorem wyciągów fortepianowych na cztery ręce wielu jego symfonii.

### Franz-Schalk-Medaille in Gold

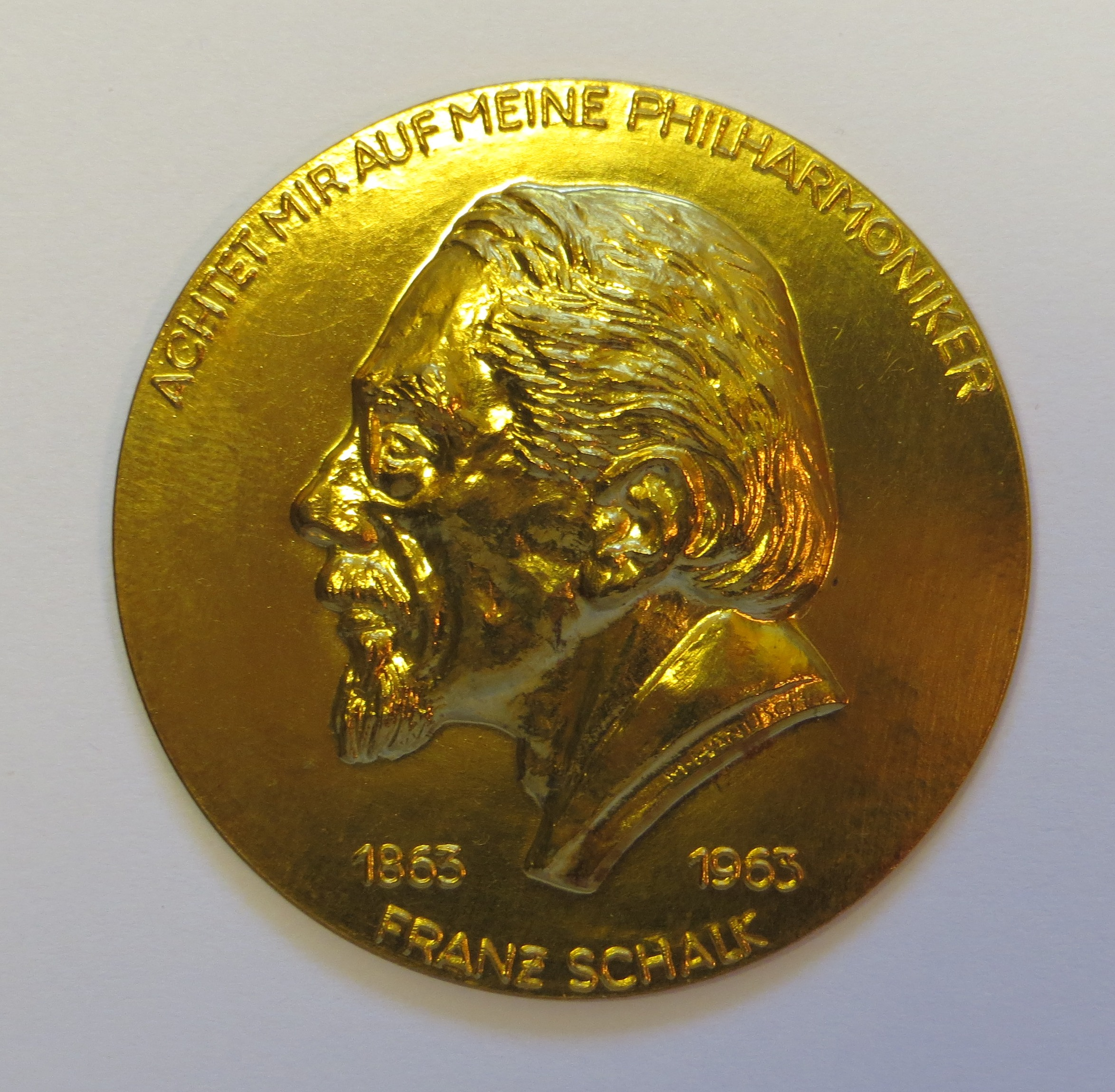
Franz-Schalk-Medaille in Gold

W 100-lecie urodzin kompozytora Filharmonicy Wiedeńscy ufundowali wyróżnienie w postaci Złotego Medalu Franza Schalka. Na medalu wygrawerowane są słowa, które Schalk podobno powiedział na łożu śmierci: „Achtet mir auf meine Philharmoniker” („Opiekuj się moimi filharmonikami”). Jest to odniesieniem do troski, jaką Schalk otoczył młodych muzyków w zrujnowanej gospodarczo Austrii po I wojnie światowej.
Medal jest wręczany osobom szczególnie zasłużonym w promocji Filharmoników Wiedeńskich. Wśród laureatów są m.in. Ioan Holender (2002), Walter Cronkite (2003) i Michael Häupl (2005).